# Junior Chamber International
Die Junior Chamber International (JCI) ist eine weltweite Organisation, in der sich 200.000 Mitglieder in 5.000 unabhängigen lokalen Organisationen und mehr als 100 Staaten und Gebieten zusammengeschlossen haben. Die Stiftung mit Sitz in St. Louis hat sich zum Ziel gesetzt, Personen im Alter zwischen 18 und 40 Jahren Entwicklungsmöglichkeiten zu geben, so dass diese in die Lage versetzt werden, positive Veränderung in der Gesellschaft zu bewirken. Die Mitglieder werden auch als Jaycees bezeichnet.

## Philosophie
Die Organisation geht davon aus, dass positive gesellschaftliche Entwicklungen nur in begrenztem Umfang durch Regierungshandeln erreicht werden können. Vielmehr werden Veränderungen durch verantwortungsbewusste Bürger in Gang gesetzt. Die Mitglieder sollen organisatorisch und persönlich in die Lage versetzt werden, durch lokale, nationale und internationale Initiativen solche positiven Veränderungen herbeizuführen. Eine Ausprägung dieses Gedankens ist das One-Year-To-Lead-Prinzip, wonach maßgebliche Leitungsfunktionen in der Organisation dem Rotationsprinzip unterliegen, so dass möglichst vielen Mitgliedern die Möglichkeit der Führungserfahrung zuteilwerden kann.
Die Mitglieder sehen sich als globale Bürger, die alle sowohl Rechte als auch Verantwortlichkeiten besitzen und bestimmte Ziele teilen. Durch bürgerschaftliches Engagement und soziales Verantwortungsbewusstsein sollen diese gemeinsamen Ziele erreicht werden und die Bürger weltweit profitieren.
Die einzelnen Aktionen sind lokal, werden aber im Bewusstsein ihres internationalen Zusammenhangs und ihrer globalen Auswirkungen durchgeführt.

## Aktivitäten
Die lokalen Organisationen werden als Lokale Organisation (LO) mit einem lokalen Vorstand bezeichnet. Auf lokaler Ebene finden die meisten Aktivitäten statt: Konferenzen, Projekte, lokale Publikationen usw. Eine LO ist Mitglied einer nationalen Organisation (NO), die von einem nationalen Vorstand geleitet wird. Die verschiedenen NOs sind Mitglieder der Junior Chamber International. Die internationale Organisation veröffentlicht die vierteljährlich erscheinende Zeitschrift JCI World in sechs Sprachen. Jedes Jahr im November eine Jahreskonferenz, den JCI-Weltkongress, und regionale Jahrestreffen, die JCI-Bereichskonferenzen veranstaltet.
Sie veranstalten unter dem Namen Jaycee das Alabama Deep Sea Fishing Rodeo, die Greater Gulf State Fair und die Azalea Trail Maids.
Führungspositionen in der Organisation werden in der Regel nur für ein Jahr besetzt; dies gilt für JCI-Lokalpräsidenten, JCI-Nationalpräsidenten und auch für JCI-Weltpräsidenten. Einige Mitglieder erhalten eine lebenslange Mitgliedschaft in der Organisation und werden „Senatoren“ und Mitglieder des JCI-Senats. Das Programm „Ten Outstanding Young Persons of the World“ (TOYP) wird jährlich von der Junior Chamber International organisiert.

## Geschichte
Die erste lokale Organisation wurde im Jahr 1915 zunächst als Young Men's Progressive Civic Association (YMPCA) durch Henry Giessenbier in St. Louis, Missouri gegründet. Andere lokale Organisationen folgten; die Tätigkeit war aber zunächst auf die USA begrenzt. Im Jahr 1944 fand eine Internationalisierung statt; es wurden in acht anderen Staaten lokale Einheiten gegründet und die Organisation in Junior Chamber International umbenannt.

## Organisation und Struktur
Junior Chamber International wird von einem Präsidenten geführt. Dieser wird für eine Amtszeit von einem Kalenderjahr gewählt. Eine erneute Amtszeit ist, dem Rotationsprinzip folgend, nicht vorgesehen. Der Präsident des Jahres 2024 ist Kaveen Kumar Kumaravel (Indien).
Der Präsident arbeitet im Board of Directors mit ebenfalls für ein Kalenderjahr gewählten Mitgliedern zusammen, die folgende Funktionen ausüben:
- vier Executive Vice Presidents, die jeweils insbesondere für ein geografisches Gebiet („Area“) verantwortlich sind,
- siebzehn Vice Presidents,
- dem General Legal Counsel, dem Rechtsberater,
- dem Treasurer, dem Schatzmeister und
- dem Immediate Past President, dem Präsidenten des vorherigen Kalenderjahrs.[5]

Die lokalen Einheiten sowie die regionalen und nationalen Organisationen, die sich in JCI zusammengeschlossen haben, sind rechtlich und organisatorisch selbstständig.
Dies lässt sich unter anderem daran erkennen, dass diese in unterschiedlicher Form mit den lokalen Regierungen und Industrie- und Handelskammern zusammenarbeiten. Im deutschsprachigen Raum sind die Wirtschaftsjunioren Deutschland (Deutschland), die Junge Wirtschaft (Österreich) und Junior Chamber International Switzerland (Schweiz) Mitglieder von JCI.
Grundsätzlich ergibt sich aber folgende Struktur:
- Local Organization of Members, auch LOM oder „Chapter“ genannt sind die lokalen Organisation einer Stadt oder eines Gebiets. Sie haben normalerweise eine eigene rechtliche Struktur wie die des Vereins.
- National Organization of Members, auch NOM genannt ist die Organisation auf Ebene eines Staates oder ähnlichen Gebietes, wie zum Beispiel Hongkong.
- Area ist ein geografisches Gebiet an die Kontinente angelehnt.

Der Hauptsitz der Organisation ist seit 2002 in Chesterfield in der Nähe von St. Louis, Missouri gelegen.

## Partnerschaften
JCI hat mit den Vereinten Nationen eine Partnerschaft seit 1954. Aktuell arbeiten beide Organisationen im Rahmen der Millennium-Entwicklungsziele zusammen. Im Rahmen des United Nations Global Compact sollen die Prinzipien der Corporate Social Responsibility weiterentwickelt werden.
Daneben besteht eine Partnerschaft mit der United Nations Foundation, der Organización Panamericana de la Salud, der UNESCO und der Internationalen Handelskammer.

## Regelmäßige Veranstaltungen
Jährlich wird jeweils eine internationale Konferenz auf Ebene der geografischen Organisationseinheiten (Areas) und ein Weltkongress abgehalten.
- Area Konferenzen

- Area A – Afrika und Naher Osten

- 2016 Johannesburg, Südafrika
- 2015 Accra, Ghana
- 2014 Lomé, Togo
- 2013 Gaborone, Botswana
- 2012 Casablanca, Marokko
- 2011 Bamako, Mali
- 2010 Abuja, Nigeria

- Area B – Asien und Pazifik

- 2016 Kaohsiung, Taiwan
- 2015 Kota Kinabalu, Malaysia
- 2014 Yamagata, Japan
- 2013 Gwangju, Südkorea
- 2012 Hongkong, China
- 2011 Manila, Philippinen
- 2010 Singapur, Singapur

- Area C – Amerika

- 2016 Punta del Este, Uruguay
- 2015 Cochabamba, Bolivien
- 2014 Medellin, Kolumbien
- 2013 St. Louis, USA
- 2012 Curitiba, Brasilien
- 2011 Willemstad, Curaçao
- 2010 Rosario, Argentinien

- Area D – Europa

- 2016 Tampere, Finnland
- 2015 Istanbul, Türkei
- 2014 Valletta, Malta.
- 2013 Monte Carlo, Monaco
- 2012 Braunschweig, Deutschland
- 2011 Tarragona, Spanien
- 2010 Aarhus, Dänemark

- Weltkongress

- 2016 Québec, Kanada (71. Weltkongress)
- 2015 Kanazawa, Japan (70. Weltkongress)
- 2014 Leipzig, Deutschland (69. Weltkongress)
- 2013 Rio de Janeiro, Brasilien (68. Weltkongress)
- 2012 Taipeh, Taiwan (67. Weltkongress)
- 2011 Brüssel, Belgien (66. Weltkongress)
- 2010 Osaka, Japan (65. Weltkongress)
- 2009 Hammamet, Tunesien (64. Weltkongress)
- 2008 New Delhi, Indien (63. Weltkongress)
- 2005 Wien, Österreich (60. Weltkongress)

## Berühmte Mitglieder der Organisation
- Jacques Chirac
- Bill Clinton
- Al Gore
- Albert II, Fürst von Monaco
- Walter Scheel
- René Obermann
- Donald Edward Jones
- Haakon von Norwegen
- Jim Reese
- John F. Kennedy
- Kofi Annan
- Olivier Giscard d’Estaing
- W. E. „Pete“ Snelson

## Geschichte
Mit 18 Jahren gründete Henry Giessenbier Jr. den Health Services Club, ein soziales Zentrum für die Jugend der Gemeinde. Am 13. Oktober 1915 wurde die erste JCI-Bewegung ins Leben gerufen, als sich 32 Männer im Mission Inn ihrer Heimatstadt St. Louis, USA, zur Young Men's Progressive Civic Association (YMPCA) zusammenschlossen. Die Mitglieder der Young Men's Progressive Civic Association erfuhren Anerkennung in der breiten Öffentlichkeit, doch erst am 30. November 1915 wurde die Organisation offiziell anerkannt, nachdem sie Mitglied der Mayor's Conference of Civic Organizations geworden war. Ein Jahr später wurde die YMPCA als Junior Citizens und bald als Junior Chamber of Commerce bekannt, nachdem sie sich der Handelskammer von St. Louis angeschlossen hatte. Am 11. Dezember 1944 fand in Mexiko-Stadt ein Interamerikanischer Kongress statt. Vertreter aus den USA, Costa Rica, El Salvador, Guatemala, Honduras, Mexiko, Nicaragua und Panama trafen sich, um Henry Giessenbiers 24 Jahre alte Bürgervereinigung offiziell als internationale Organisation zu gründen: Junior Chamber International. 2015 feierte die Organisation ihr 100-jähriges Bestehen.
Die Organisation fördert seit 1983 das Programm „Ten Outstanding Young Persons of the World“ (TOYP, Zehn herausragende junge Menschen der Welt).